# 42-й гвардейский истребительный авиационный полк
42-й гвардейский истребительный авиационный Танненбергский Краснознамённый полк (42-й гв. иап) — воинская часть Военно-воздушных сил (ВВС) Вооружённых Сил РККА, принимавшая участие в боевых действиях Великой Отечественной войны, вошедшая в состав ВВС России.

## Наименования полка
За весь период своего существования полк несколько раз менял своё наименование:
- 8-й истребительный авиационный полк;
- 42-й гвардейский истребительный авиационный полк;
- 42-й гвардейский истребительный авиационный Танненбергский полк;
- 42-й гвардейский истребительный авиационный Танненбергский Краснознамённый полк;
- 42-й гвардейский истребительно-бомбардировочный Танненбергский Краснознамённый полк;
- 42-й гвардейский авиационный Танненбергский Краснознамённый полк истребителей-бомбардировщиков;
- 42-й гвардейский бомбардировочный авиационный Танненбергский Краснознамённый полк;
- Войсковая часть (Полевая почта) 45196.

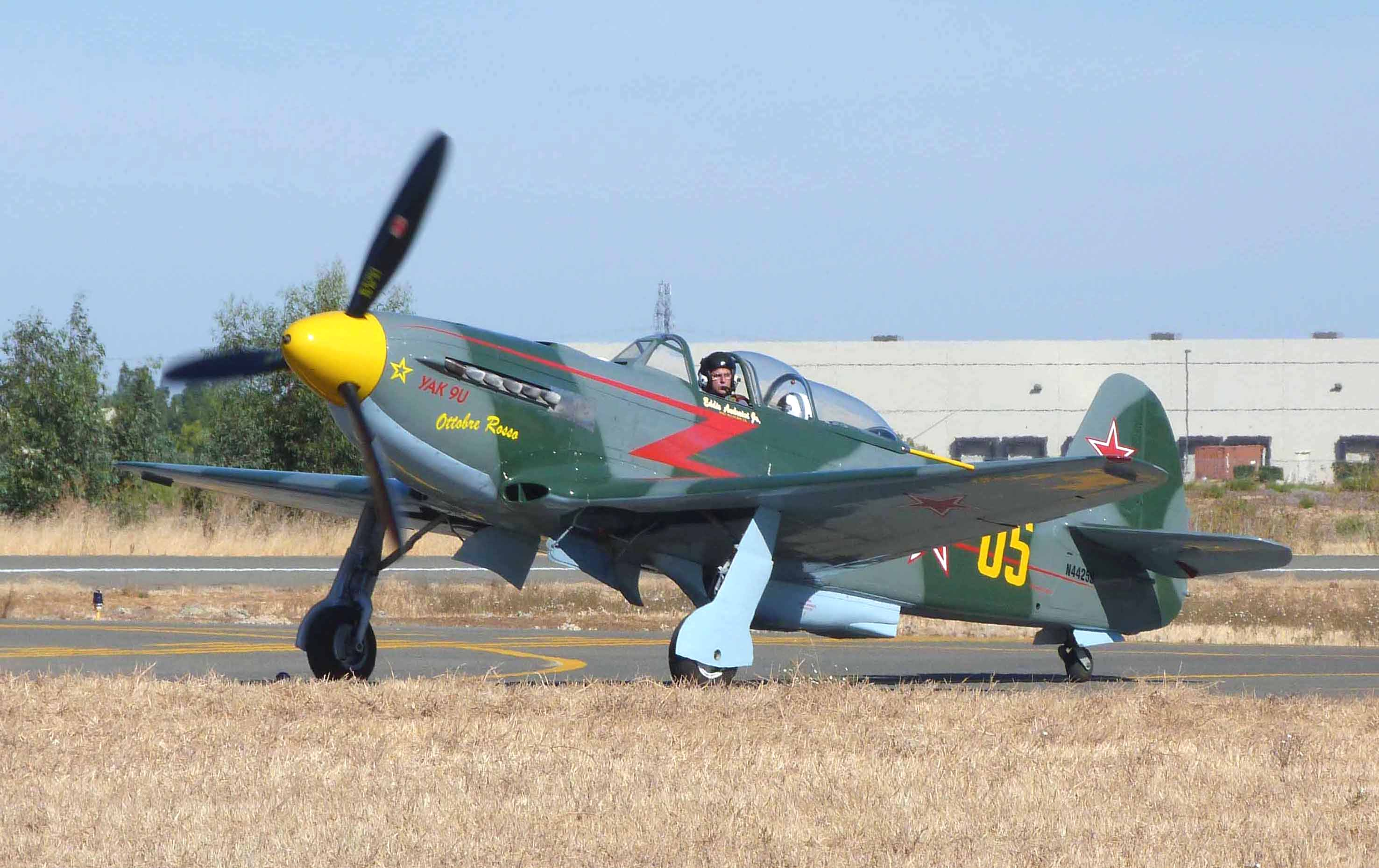
Як-9У

## Создание полка
42-й гвардейский истребительный авиационный полк образован 8 февраля 1943 года путём переименования 8-го истребительного авиационного полка в гвардейский за образцовое выполнение боевых задач и проявленные при этом мужество и героизм на основании Приказа НКО СССР.

## Преобразование полка

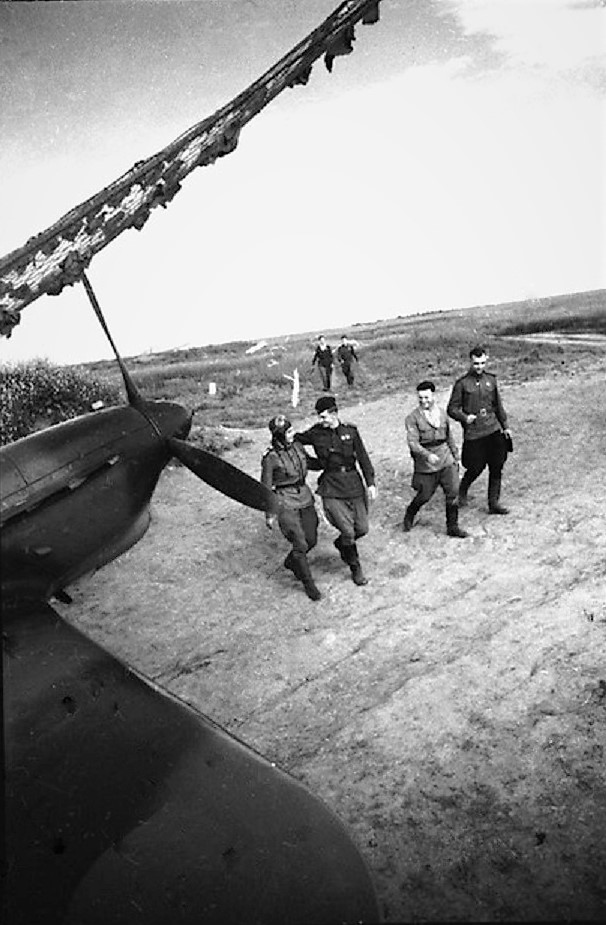
Гвардейцы полка после удачного боя. Слева направо: гвардии лейтенант М.В. Шевченко, гвардии старший лейтенант И.М. Горбунов, гвардии лейтенант А. Канкалин, гвардии лейтенант Н.Н. Печёный, гвардии младший лейтенант Н.Т. Коновалов, гвардии младший лейтенант И. Лысько

- 42-й гвардейский истребительный авиационный Танненбергский Краснознамённый полк 1 сентября 1960 года переименован в 42-й гвардейский истребительно-бомбардировочный Танненбергский Краснознамённый полк
- 42-й гвардейский истребительно-бомбардировочный Танненбергский Краснознамённый полк 11 ноября 1976 года переименован в 42-й гвардейский авиационный Танненбергский Краснознамённый полк истребителей-бомбардировщиков
- 42-й гвардейский авиационный Танненбергский Краснознамённый полк истребителей-бомбардировщиков в августе 1981 года переименован в 42-й гвардейский бомбардировочный авиационный Танненбергский Краснознамённыйполк

## Расформирование полка
42-й гвардейский бомбардировочный авиационный Танненбергский Краснознамённый полк был расформирован в рамках проводимой реформы Вооружённых Сил

## В действующей армии
В составе действующей армии:
- с 15 июля 1941 года по 24 августа 1941 года (как 8-й истребительный авиационный полк) итого — 40 дней,
- с 23 сентября 1941 года по 8 февраля 1943 года (как 8-й истребительный авиационный полк) итого — 503 дня,
- с 8 февраля 1943 года по 15 мая 1944 года, итого — 462 дня,
- с 10 декабря 1944 года по 9 мая 1945 года, итого — 150 дней,

Всего 1155 дней

## Командиры полка
- гвардии подполковник Курбатов Яков Архипович[4], 15.02.1940 — 28.10.1942
- гвардии майор, подполковник Гарбарец Григорий Кузьмич[4], 28.10.1942 — 28.02.1944
- гвардии майор Александрович Яков Александрович[4], 28.02.1944 — 31.12.1945

## В составе соединений и объединений
| Период        | Фронт (округ)              | армия                | дивизия                                                                                    | примечание                                                    |
| ------------- | -------------------------- | -------------------- | ------------------------------------------------------------------------------------------ | ------------------------------------------------------------- |
| 08.02.1943 г. | Северо-Кавказский фронт    | 4-я воздушная армия  | 216-я смешанная авиационная дивизия                                                        | Полк преобразован в гвардейский, Як-1                         |
| 17.06.1943 г. | Северо-Кавказский фронт    | 4-я воздушная армия  | 9-я гвардейская истребительная авиационная дивизия                                         | Як-1                                                          |
| 01.08.1943 г. | Северо-Кавказский фронт    | 4-я воздушная армия  | 229-я истребительная авиационная дивизия                                                   | Як-1                                                          |
| 20.11.1943 г. | Отдельная Приморская армия | 4-я воздушная армия  | 229-я истребительная авиационная дивизия                                                   | Як-1                                                          |
| 25.04.1944 г. | Отдельная Приморская армия | 8-я воздушная армия  | 229-я истребительная авиационная дивизия                                                   | Як-1                                                          |
| 15.05.1944 г. |                            |                      |                                                                                            | без самолётов убыл на доукомплектование                       |
| 16.05.1944 г. | Московский военный округ   | Резерв ставки ВГК    |                                                                                            | Степыгино, Як-9У                                              |
| 10.12.1944 г. | 2-й Белорусский фронт      | 4-я воздушная армия  | 269-я истребительная авиационная дивизия                                                   | Як-9У                                                         |
| 08.04.1945 г. | 2-й Белорусский фронт      | 4-я воздушная армия  | 269-я истребительная авиационная дивизия                                                   | сдал Як-9У и получил Як-9М                                    |
| 09.05.1945 г. | 2-й Белорусский фронт      | 4-я воздушная армия  | 269-я истребительная авиационная дивизия                                                   | Як-9М, Витшток, Германия                                      |
| 20.05.1945 г. | 2-й Белорусский фронт      | 4-я воздушная армия  | 269-я истребительная авиационная дивизия                                                   | получил самолёты Як-9У, Витшток, Германия                     |
| 10.01.1949 г. | Северная группа войск      | 37-я воздушная армия | 131-я истребительная авиационная дивизия                                                   | Як-9У                                                         |
| 07.1949 г.    | Северная группа войск      | 37-я воздушная армия | 239-я истребительная авиационная дивизия (бывшая 323-я истребительная авиационная дивизия) | Як-9У                                                         |
| 06.1955 г.    | Северная группа войск      | 37-я воздушная армия | 149-я истребительная авиационная дивизия                                                   | МиГ-15бис                                                     |
| 01.09.1960 г. | Северная группа войск      | 37-я воздушная армия | 149-я истребительно-бомбардировочная авиационная дивизия                                   | полк преобразован в истребительно-бомбардировочный, МиГ-15бис |
| 11.11.1976 г. | Северная группа войск      | 37-я воздушная армия | 149-я авиационная дивизия истребителей-бомбардировщиков                                    | МиГ-21ПФМ                                                     |
| 01.07.1982 г. | Северная группа войск      | 37-я воздушная армия | 149-я бомбардировочная авиационная дивизия                                                 | полк преобразован в бомбардировочный, Су-24                   |
| 10.07.1992 г. |                            |                      |                                                                                            | Су-24М, Воронеж, Россия, полк расформирован                   |

## Участие в операциях и битвах

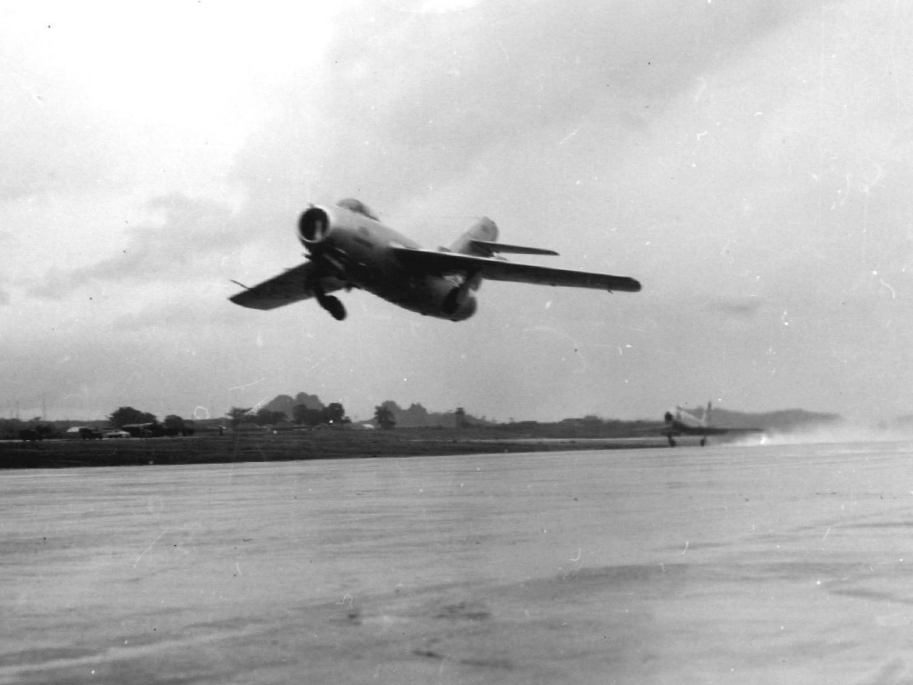
МиГ-15

- Битва за Кавказ с 25 июля 1942 года по 9 октября 1943 года
- Воздушные сражения на Кубани апрель 1943 года — июнь 1943 года
- Новороссийско-Таманская операция с 9 сентября 1943 года по 9 октября 1943 года
- Керченско-Эльтигенская десантная операция с 31 октября 1943 года по 11 декабря 1943 года
- Крымская наступательная операция с 8 апреля 1944 года по 12 мая 1944 года
- Восточно-Прусская операция — с 13 января 1945 года по 25 апреля 1945 года.
- Млавско-Эльбингская операция — с 14 января 1945 года по 26 января 1945 года.
- Восточно-Померанская операция — с 10 февраля 1945 по 4 апреля 1945 года.
- Берлинская наступательная операция — с 16 апреля 1945 года по 8 мая 1945 года.

## Почётные наименования
- 42-му гвардейскому истребительному авиационному полку за отличие в боях при вторжении в южные районы Восточной Пруссии 19 февраля 1945 года присвоено почётное наименование «Танненбергский»[5]

## Награды
- За образцовое выполнение боевых заданий командования в боях с немецкими захватчикам при овладении островом Рюген и проявленные при этом доблесть и мужество 42-й гвардейский истребительный авиационный Танненбергский полк награждён орденом Красного Знамени[6]

## Отличившиеся воины полка
- Горбунов Иван Михайлович, заместитель командира эскадрильи 42-го гвардейского истребительного авиаполка 9-й гвардейской истребительной авиадивизии 4-й воздушной армии Северо-Кавказского фронта, гвардии старший лейтенант, Указом Президиума Верховного Совета СССР от 2 сентября 1943 года удостоен звания Героя Советского Союза.
- Исаев Василий Васильевич, заместитель командира эскадрильи 42-го гвардейского истребительного авиационного полка 269-й истребительной авиационной дивизии 4-й воздушной армии 2-го Белорусского фронта, гвардии капитан, Указом Президиума Верховного Совета СССР от 18 августа 1945 года удостоен звания Героя Советского Союза.
- Калугин Фёдор Захарович, командир звена 42-го гвардейского истребительного авиаполка 216-й смешанной авиадивизии 4-й воздушной армии Северо-Кавказского фронта, гвардии лейтенант, Указом Президиума Верховного Совета СССР от 2 сентября 1943 года удостоен звания Героя Советского Союза.
- Канкошев Ахмет-Хан Талович, командир авиационного звена 42-го гвардейского истребительного авиационного полка 9-й гвардейской истребительной авиационной дивизии 4-й воздушной армии Северо-Кавказского фронта, гвардии лейтенант, Указом Президиума Верховного Совета СССР от 2 сентября 1943 года удостоен звания Героя Советского Союза.
- Косса Михаил Ильич, заместитель командира эскадрильи 42-го гвардейского истребительного авиаполка 269-й истребительной авиадивизии 4-й воздушной армии 2-го Белорусского фронта, гвардии старший лейтенант, Указом Президиума Верховного Совета СССР от 15 мая 1946 года удостоен звания Героя Советского Союза.
- Наумчик Николай Кузьмич, командир эскадрильи 42-го гвардейского истребительного авиаполка 216-й смешанной авиадивизии 4-й воздушной армии Северо-Кавказского фронта, гвардии капитан, Указом Президиума Верховного Совета СССР от 1 мая 1943 года удостоен звания Героя Советского Союза.
- Павлов Григорий Родионович, заместитель командира эскадрильи 42-го гвардейского истребительного авиаполка 9-й гвардейской истребительной авиадивизии 4-й воздушной армии Северо-Кавказского фронта, гвардии старший лейтенант, Указом Президиума Верховного Совета СССР от 2 сентября 1943 года удостоен звания Героя Советского Союза.
- Печёный Николай Николаевич, командир эскадрильи 42-го гвардейского истребительного авиаполка 269-й истребительной авиадивизии 4-й воздушной армии 2-го Белорусского фронта, гвардии майор, Указом Президиума Верховного Совета СССР от 15 мая 1946 года удостоен звания Героя Советского Союза.
- Приказчиков Алексей Лукич, командир эскадрильи 42-го гвардейского истребительного авиаполка 216-й смешанной авиадивизии 4-й воздушной армии Северо-Кавказского фронта, гвардии майор, Указом Президиума Верховного Совета СССР от 1 мая 1943 года удостоен звания Героя Советского Союза.

## Статистика боевых действий
Всего за годы Великой Отечественной войны полком:
| Выполнено боевых вылетов | Сбито самолётов в воздухе | Уничтожено самолётов всего |
| ------------------------ | ------------------------- | -------------------------- |
| 10109                    | 357                       | 370                        |

Свои потери:
| Потеряно самолётов, всего | Погибло лётчиков всего | Погибло ИТС |
| ------------------------- | ---------------------- | ----------- |
| 95                        | 74                     | 16          |

## Литература

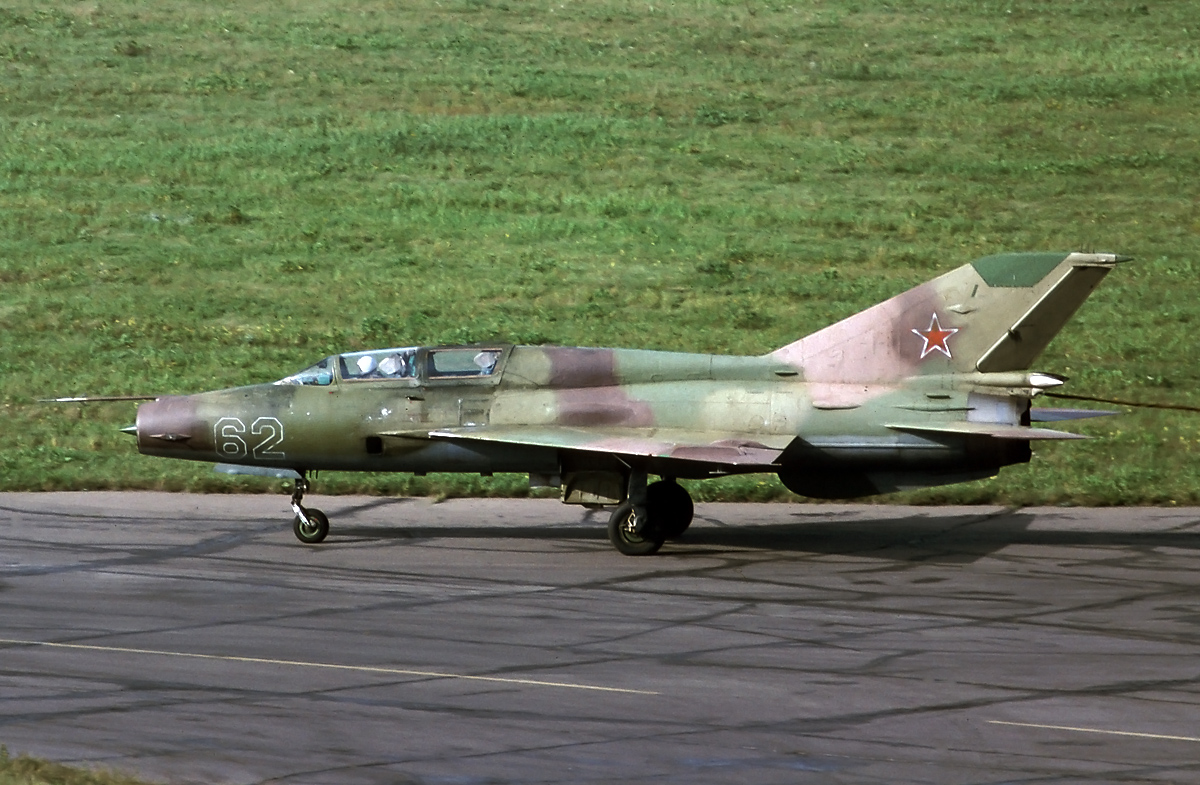
МиГ-21УС

## Базирование
| Период                  | Аэродром                 |
| ----------------------- | ------------------------ |
| 05.1945                 | Витшток, Германия        |
| 05.1945 — 1947          | Пила, Польша             |
| 1947 — 01.1951          | Легница, Польша          |
| 01.1951 — 02.1951       | Шпротава, Польша         |
| 02.1951 — 04.1992       | Жагань, Польша           |
| 04.1992 — 08.05.1992    | Шпротава, Польша         |
| 08.05.1992 — 10.07.1992 | Балтимор Воронеж, Россия |

## Самолёты на вооружении
| Период         | Самолёты    |
| -------------- | ----------- |
| 1938 — 1941    | И-16        |
| 1941 — 1942    | Як-1        |
| 1942 — 1944    | Як-7        |
| 07.1944 — 1954 | Як-9У       |
| 1951 — 1956    | МиГ-15бис   |
| 1955 — 1972    | МиГ-17Ф, ПФ |
| 1972 — 1981    | МиГ-21ПФМ   |
| 1981 — 1985    | Су-24       |
| 1984 — 1992    | Су-24М      |